# Museu do Traje de São Brás de Alportel
O Museu do Traje de São Brás de Alportel é um espaço museológico situado na localidade de São Brás de Alportel, na região do Algarve, em Portugal.

## Descrição
O museu está instalado num edifício apalaçado oitocentista, que segue principalmente o estilo romântico tardio, com vários elementos neo-islâmicos, como portas com arco em forma de ferradura. É dedicado principalmente à preservação e valorização cultural da região, através da exposição de trajes tradicionais do Algarve. Em 2015, o seu espólio era composto por mais de quinze mil peças, algumas delas remontando ao século XVIII. O museu em si ocupa uma área aproximada de 5000 m², funcionando igualmente como um testemunho de uma casa senhorial dos finais do século XIX, concentrando vários espaços e estruturas típicos daquele período, como a casa dos criados, um mirante, as cavalariças, uma cocheira, oficinas, uma horta, casas agrícolas, um poço, uma nora, um moinho de vento, depósitos para água, uma cisterna, um tanque de lavagens e canais de rega. Além dos edifícios históricos, o museu é composto por vários imóveis modernos, onde foram instaladas as exposições permanentes e temporárias.
Além da exposição permanente dedicada ao vestuário, o museu também tem áreas sobre fotografia e a história da indústria corticeira, e oferece espaços para exposições temporárias e outros eventos, como concertos e aulas de música. Conta igualmente com um café e uma loja, onde podem ser adquiridas peças feitas por métodos tradicionais, como chapéus e elementos decorativos em palma.

## História
O edifício onde se encontra o museu foi construído no século XIX pelo empresário corticeiro Miguel Andrade, sendo um vestígio de um período de grande expansão económica em São Brás de Alportel, quando a vila se assumiu como um dos principais centros corticeiros em território nacional. Posteriormente, esteve na posse das famílias Andrade, Sancho e Dias, tendo o último proprietário sido Miguel Dias da Tarde, que o ofereceu à comunidade.
O museu foi fundado em 1986. Para a conversão do complexo num museu foi necessária a construção de novos edifícios, onde foram instalados os espaços para as exposições, tanto as temporárias como a permanente.
Em 2015, o Museu do Traje colaborou na iniciativa Bioco Tradition, lançada pela empresária Lurdes Silva, que consistiu na criação de peças de moda baseadas no biôco, uma espécie de capa utilizada pelas mulheres algarvias até à primeira metade do século XX.